# Susanna Majuri
Susanna Majuri (née le 24 novembre 1978 à Helsinki et morte le 5 mars 2020) est une photographe finlandaise.

## Biographie
Susanna Majuri a reçu le prix Gras Savoye aux Rencontres d'Arles en 2005.
Dans le cadre du festival les Boréales, elle expose Water is Fiction au musée des beaux-arts de Caen du 14 novembre 2014 au 18 janvier 2015.